# Setaw Szafir

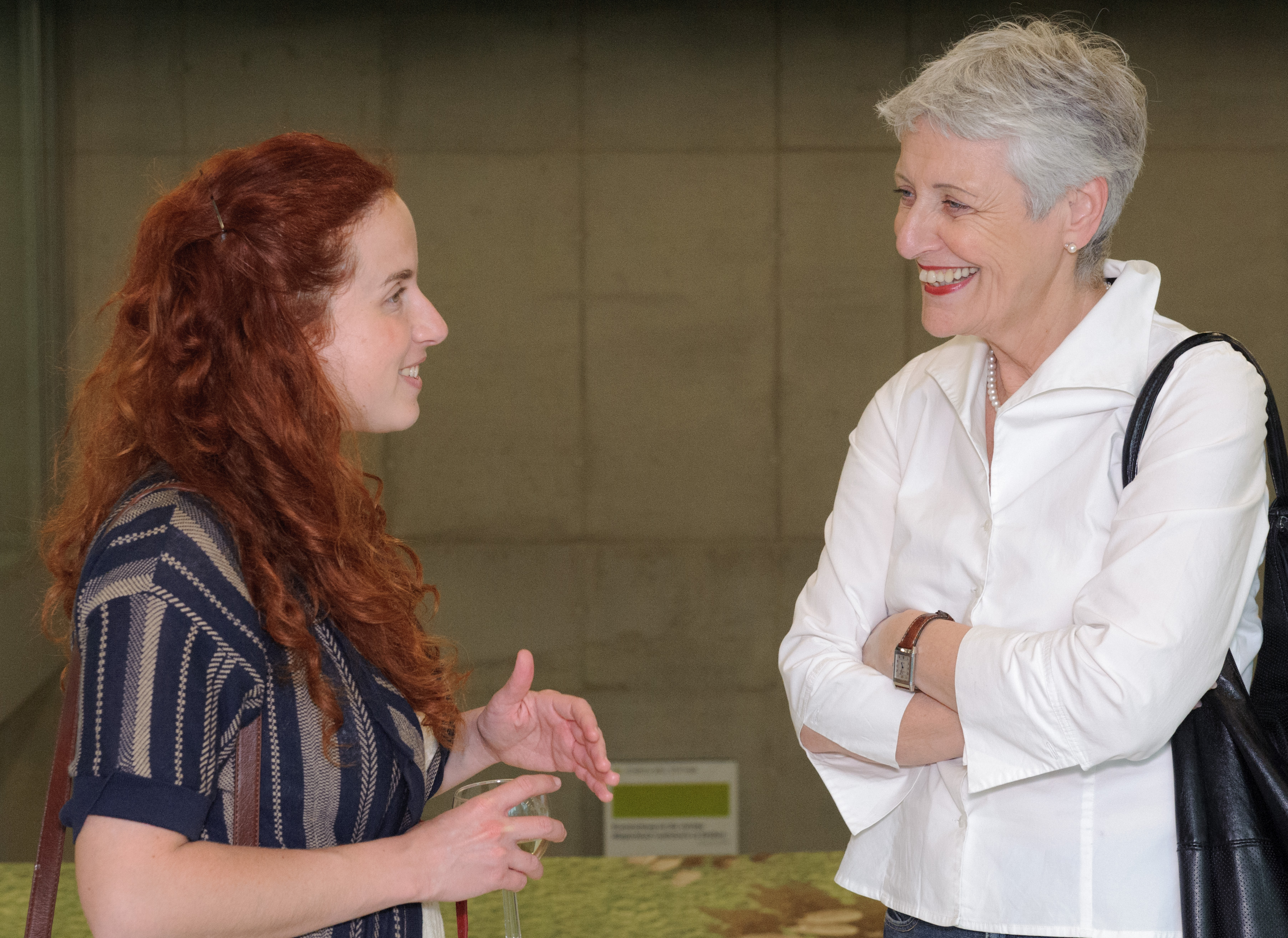
Setaw Szafir i Marieluise Beck

Setaw Szafir (hebr. סתיו שפיר; ang. Stav Shaffir, ur. 17 maja 1985 w Netanji) – izraelska dziennikarka, działaczka społeczna i polityk, w latach 2013–2019 poseł do Knesetu.

## Życiorys
Urodziła się 17 maja 1985 w Netanji.
W wieku ośmiu lat została reporterką magazynu dla dzieci i młodzieży, od młodości angażowała się także w działania społeczne, m.in. pomagając niepełnosprawnym czy działając na rzecz ochrony przyrody.
Służbę wojskową ukończoną w stopniu sierżanta odbywała najpierw pomagając zagrożonej młodzieży, następnie w szkole lotniczej i wojskowym czasopiśmie. Studiowała socjologię i dziennikarstwo na City University w Londynie, zakończone uzyskaniem bakalaureatu z wyróżnieniem. Uzyskała M.A. na Uniwersytecie Telawiwskim z zakresu historii i filozofii.
Pracowała jako dziennikarka m.in. dla National Geographic i Jedi’ot Acharonot, była także redaktorką serwisu internetowego Xnet, należącego do tej drugiej gazety.
W 2011 została jedną z liderek protestów społecznych w Izraelu organizowanych przez młodych aktywistów, którzy skrzyknęli je przy pomocy Facebooka. Domagano się od rządu rozwiązania problemów mieszkaniowych młodych Izraelczyków, związanych z wysokimi cenami mieszkań w największych miastach. Szafir współtworzyła następnie ruch społeczny, wzywający do zasadniczej zmiany priorytetów społeczno-ekonomicznych rządu, również w zakresie edukacji i polityki społecznej. W listopadzie 2012 przyjęła propozycję Partii Pracy i w wyborach parlamentarnych w 2013 uzyskała mandat poselski, z ósmego miejsca na liście. Była najmłodszą kobietą, która dostała się do izraelskiego parlamentu.
W dziewiętnastym Knesecie zasiadała w komisji finansów oraz komitecie wspólnym ds. budżetu parlamentu. Założyła także i przewodniczyła parlamentarnemu lobby sprawiedliwości społecznej. W 2015 uzyskała reelekcję z czwartego miejsca na koalicyjnej liście Unii Syjonistycznej, a w Knesecie XX kadencji przewodniczyła komisji specjalnej ds. przejrzystości i dostępność informacji rządowych. W 2015 została znalazła się na publikowanej przez magazyn Forbes liście 30 poniżej 30 lat oraz została wyróżniona Women in the Forefront Award. W lutym 2017 została przewodniczącą komisji OECD ds. przejrzystości i walki z korupcją.
W kwietniu 2019 uzyskała mandat jako jedna z sześciorga przedstawicieli Partii Pracy w dwudziestym pierwszym Knesecie, a w dwudziestym pierwszym Knesecie była członkiem komisji finansów. Powszechnie uważana była za jednego z najaktywniejszych posłów, działała w kilkunastu parlamentarnych lobby, stworzyła dziesiątki projektów ustaw, w tym propozycję zmianę ustawy zasadniczej. Znalazła się na opublikowanej przez Ma’ariw liście 50 najbardziej wpływowych kobiet na świecie.
W czerwcu zapowiedziała, że wystartuje w wyborach na stanowisko przewodniczącego Partii Pracy, po tym jak dotychczasowy lider laburzystów Awi Gabbaj ogłosił rezygnację w związku z najgorszym wynikiem wyborczym w historii. Jej rywalami byli Amir Perec i Icik Szmuli. 2 lipca ogłoszono, że nowym przewodniczącym został Perec, który uzyskał 47% głosów, druga była Szafir (26,9%), zaś trzeci Szmuli (26,3%). Po porażce postanowiła opuścić partię, przystąpiła do Ruchu Zielonych, którego została przewodniczącą – zastępując Ja’el Kohen Paran. Pod koniec miesiąca ogłoszono, że Ruch Zielonych wszedł w skład lewicowej koalicji wyborczej Obóz Demokratyczny współtworzonej przez Merec z nowym przewodniczącym Niccanem Horowicem oraz nowo powstałą partię byłego premiera Ehuda Baraka – Demokratyczny Izrael. Szafir uzyskała drugie miejsce na liście wyborczej, za Horowicem. Ponieważ Izraelska Komisja Wyborcza nie wyraziła zgody, by kandydowała z listy wspólnej z Merecem pozostając posłanką wybraną z listy Partii Pracy to 1 sierpnia zrezygnowała z zasiadania w parlamencie, a mandat po niej objęła Meraw Micha’eli.